# Mânio Labério Máximo
Mânio Labério Máximo (em latim: Manius Laberius Maximus) foi um importante político e militar romano nomeado cônsul sufecto para o nundínio de setembro a dezembro de 89 com Aulo Vicírio Próculo e eleito cônsul ordinário em 103 com o imperador Trajano. Era membro de uma família natural de Lanúvio, onde aparentemente o seu avô — chamado Lúcio Labério Máximo — serviu como magistrado. Seu pai — também chamado Lúcio Labério Máximo — foi um influente equestre que serviu como prefeito das provisões, prefeito do Egito (83) e prefeito do pretório (80-84). Desconhece-se a identidade da sua mãe.

## Carreira
Labério serviu como cônsul sufecto em 89 e acredita-se que como legado imperial na Numídia antes de ser nomeado governador da Mésia Inferior (100-101). Em 111, Plínio, o Jovem entrevistou um dos seus escravos capturado pelos dácios durante seu mandato. Serviu como comandante durante as Guerras Dácias (101-102) e, de acordo com o testemunho de Dião Cássio, distinguiu-se no final da campanha. Pelos seus serviços, Trajano recompensou-o com um segundo consulado em 103, desta vez com ele próprio como colega. A História Augusta afirma que Labério foi condenado após a ascensão ao trono de Adriano, em 117, e "estava exilado numa ilha por causa de seus planos para o trono". Nada mais se sabe sobre estes planos, mas eles levaram o prefeito da Guarda Pretoriana, Públio Acílio Aciano, a sugerir a Adriano que Labério fosse executado. Não se sabe o resultado, mas Adriano já estava cansado de Aciano e é muito provável que Labério tenha sido perdoado.
Não é conhecida a identidade da sua esposa, embora sim se saiba que teve uma filha chamada Labéria Hostília Crispina, herdeira de sua fortuna. Labéria foi a segunda esposa do senador e cônsul em 139, Caio Brútio Presente Lúcio Fúlvio Rústico, com quem teve Lúcio Fúlvio Caio Brútio Presente Labério Máximo, cônsul em 153 e 180. Através dela, Labério Máximo foi o bisavô de Lúcio Brútio Quíncio Crispino, cônsul em 187, e da imperatriz Brútia Crispina, esposa do imperador Cômodo.